# Blue discharge

Une « blue discharge » (une « démobilisation bleue »), aussi appelée blue ticket, est un terme anglais appliqué aux États-Unis à un certain type de réforme d'un militaire, à partir de 1916. Un tel congé n'avait au départ pas de connotation particulière, ni honorable ni déshonorante. Le « ticket bleu » est ensuite devenu le moyen de réformer un militaire qu'ont utilisé les commandants cherchant à éradiquer l'homosexualité chez les membres de l'armée américaine. Ils ont également été associés de façon disproportionnée aux Afro-Américains de l'armée des États-Unis.
Les membres de l'armée faisant l'objet d'un « ticket bleu » étaient sujets à des discriminations, de retour à la vie civile. Ils se sont vu refuser les bénéfices de la loi G.I. Bill par le département des vétérans de l'administration américaine et ont eu beaucoup de difficultés à retrouver un emploi car les employeurs connaissaient les connotations négatives d'un « ticket bleu ». À la suite des critiques intenses, notamment de la part de la presse afro-américaine, en raison du pourcentage élevé d'afro-américains qui recevaient le ticket bleu, et du Congrès des États-Unis, le « ticket bleu » a été supprimé en 1947, remplacé par deux nouvelles classifications : « générale » et « indésirable ».